# Battaglia d'incontro
Battaglia d'incontro è un'espressione usata in ambito militare per indicare lo scontro in campo aperto tra due eserciti, entrambi impegnati a manovrare; il termine si usa anche quando due armate, entrambe in movimento, finiscono per cozzare l'una contro l'altra in maniera più o meno inaspettata.
Questi tipi di scontri avvenivano principalmente durante le guerre fino al XX secolo, dove masse di uomini si scontravano a piedi o a cavallo, e prima dello scontro avvenivano lenti ed inesorabili movimenti che avevano come fine ultimo l'incontro. Il termine si usava anche nell'ambito della guerra navale, dove masse di navi più o meno numerose si scontravano a cannonate.
Esempi battaglie d'incontro durante la prima guerra mondiale furono la laghi Masuri, la battaglia di Tannenberg e la battaglia della Marna.